# Wszechświat Friedmana

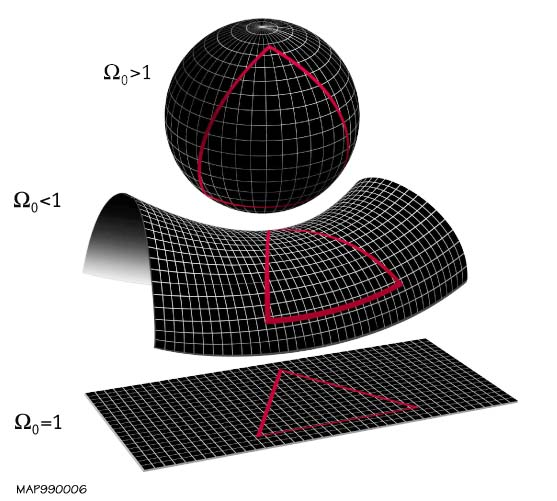
Lokalna geometria Wszechświata jest uzależniona od tego, czy parametr gęstości Ω jest większy, mniejszy lub równy 1.
Od góry:
Wszechświat sferyczny dla Ω > 1,
Wszechświat hiperboliczny dla Ω < 1,
Wszechświat płaski dla Ω = 1. Należy pamiętać, że powyższe kształty dwuwymiarowych powierzchni są jedynie prostą wizualizacją analogicznych, trójwymiarowych struktur (lokalnej) przestrzeni.

Wszechświat Friedmana – model kosmologiczny Wszechświata, wynikający z równań Friedmana, gdzie przyjmuje się, że stała kosmologiczna wynosi 0.
Są to podstawowe równania kosmologii, a ich rozwiązań szuka się, przyjmując różne założenia dotyczące materialnej zawartości Wszechświata. Opisują one ekspansję, czyli rozszerzanie się Wszechświata. Występuje w nich stała k, która jest niezależna od miejsca w przestrzeni. Jest ona parametrem opisującym lokalną geometrię Wszechświata, stąd nazywa się ją krzywizną. Interpretacji tej stałej dostarcza ogólna teoria względności.
Przyjmując różne wartości k, otrzymujemy trzy różne możliwe geometrie Wszechświata:
- k=0 (Wszechświat płaski): suma kątów w trójkącie = 180 stopni, obowiązuje geometria Euklidesowa

- k>0 (Wszechświat sferyczny lub inaczej Wszechświat zamknięty): suma kątów w trójkącie > 180 stopni, obowiązuje geometria sferyczna (Wszechświat rozszerza się, osiąga maksymalne rozmiary, a następnie kurczy się do bardzo małych rozmiarów)

- k<0 (Wszechświat hiperboliczny lub inaczej Wszechświat otwarty): suma kątów w trójkącie < 180 stopni, obowiązuje geometria hiperboliczna, inaczej Łobaczewskiego[1]

Ekspansję Wszechświata należy rozumieć jako ekspansję samej przestrzeni, która odbywa się z zachowaniem w danym czasie kosmicznym jej izotropowości (niewyróżniania żadnego kierunku przestrzennego). Ekspansja jest obserwowalna jako oddalanie się od siebie całych galaktyk (a dokładniej gromad) i podlega prawu Hubble’a. Sama ekspansja jest mierzalna dopiero w skali setek megaparseków. W tej skali Wszechświat jest względnie jednorodny (jego gęstość nie podlega znacznym fluktuacjom), a galaktyki oddalają się od siebie z prędkościami proporcjonalnymi do względnych odległości, zgodnie z prawem Hubble’a.
Ekspansja Wszechświata jest jednym z podstawowych faktów kosmologii obserwacyjnej. O jej prędkości można wnioskować na podstawie np. przesunięć ku czerwieni, widm elektromagnetycznych galaktyk, które w kosmologii wynikają z „puchnięcia” samej przestrzeni, obserwowanego w postaci efektu Dopplera.

## Przyszłość Wszechświata
Różne teorie próbują wyjaśnić losy Wszechświata, zarówno bezpośrednio po Wielkim Wybuchu jak i te, które dopiero nastąpią.

### Wszechświat zamknięty
Teoria Wszechświata zamkniętego zakłada, że ekspansja Wszechświata nie jest nieskończona.
W teorii wszechświata zamkniętego, Wszechświat miałby powstać w Wielkim Wybuchu, co miało spowodować jego gwałtowne rozszerzanie się, następnie zwolnienie, zatrzymanie się, aż w końcu kurczenie się. Teoria ta zakłada, iż materii jest na tyle dużo, aby powstrzymać dalszą ekspansję Wszechświata, co doprowadzi do „ześlizgnięcia” się całej materii Wszechświata w grawitacyjną pułapkę, jaką jest czarna dziura. Taki twór zawierający w sobie całą materię, energię, czas i przestrzeń Wszechświata byłby bardzo podobny do osobliwości, jaka istniała tuż przed Wielkim Wybuchem. Takowy stan miałby się utrzymać wiecznie.
Jako pewne rozszerzenie teorii wszechświata zamkniętego można uznać teorię Wszechświata pulsującego.

### Wszechświat pulsujący
Teoria Wszechświata pulsującego opisuje model, w którym Wielki Wybuch miał miejsce nie jeden raz, lecz jest to zjawisko powtarzalne w czasie.
W teorii Wszechświata pulsującego, miałby on powstać w Wielkim Wybuchu, następnie rozszerzać się, kurczyć i zapadać w Wielkim Kolapsie na powrót do osobliwości, aby po raz kolejny powstać w Wielkim Wybuchu. Uważa się, że nie da się stwierdzić ile razy (oraz czy był pierwszy raz) proces ten się powtórzył, ponieważ po przejściu całej materii, energii, czasu i przestrzeni w ostateczną czarną dziurę zachodzi anihilacja informacji.
Nierozwiązanym dla tej teorii problemem jest druga zasada termodynamiki. Entropia nie będzie maleć mimo kurczenia się Wszechświata, więc każdy kolejny wszechświat będzie mniej uporządkowany – tym samym wraca kwestia stanu początkowego maksymalnego uporządkowania i jego pochodzenia. Być może odpowiedzią na ten problem jest podnoszona przez Rogera Penrose’a teoria przeskalowania Wszechświata.